# CSI: A helyszínelők (3. évad)
Az itt található lista az A helyszínelők című televíziós sorozat harmadik évadjának epizódjait tartalmazza. Az évad eredeti sugárzása a CBS-en 2002. szeptember 26. és 2003. május 15. között volt.
| #    | Magyar cím | Eredeti cím                          | Rendező                            | Író | Eredeti premier / Magyar premier | No. # |
| ---- | --- | ------------------------------------ | ---------------------------------- | --- | -------------------------------- | ----- |
| 3x1  | „A bosszú hidegen a legjobb” | „Revenge Is Best Served Cold”        | Danny Cannon                       | Carol Mendelsohn & Anthony E. Zuiker | 2002. szeptember 26. /           | 47    |
| 3x1  | Catherine és Nick egy utcai verseny ügyében dolgoznak, mely során az egyik autóvezetőt a sivatagban találják meg holtan. Visszatérve a városba, Grissom és csapata egy pókerjátékos halálának ügyét vizsgálják. Mint mindig a dolgok egyáltalán nem azok, aminek látszanak.                                                |                                      |                                    | |                                  |       |
|      | |                                      |                                    | |                                  |       |
| 3x2  | „A vádlottat is megilleti” | „The Accused Is Entitled”            | Kenneth Fink                       | Elizabeth Devine & Ann Donahue | 2002. október 3. /               | 48    |
| 3x2  | Grissom és a többiek egy nő halálának ügyében nyomoznak, akit egy színész hotelszobájában találtak meg. |                                      |                                    | |                                  |       |
|      | |                                      |                                    | |                                  |       |
| 3x3  | „Óvakodj az eladótól” | „Let the Seller Beware”              | Richard J. Lewis                   | Andrew Lipsitz & Anthony E. Zuiker | 2002. október 10. /              | 49    |
| 3x3  | Grissom és Catherine egy gazdag pár meggyilkolásának ügyében nyomoz, akiket a házuk közelében találtak meg. Közben Sara egy pompomlány ügyét próbálja megoldani, akit kibelezve találnak meg egy focipályán. |                                      |                                    | |                                  |       |
|      | |                                      |                                    | |                                  |       |
| 3x4  | „Egy kis gyilkosság” | „A Little Murder”                    | Tucker Gates                       | Ann Donahue & Naren Shankar | 2002. október 17. /              | 50    |
| 3x4  | Grissom gyilkosságra gyanakszik, amikor egy törpe testét egy kötélen függve találják meg magasan a színpad fölé lógatva egy hotelben, ahol éppen a kis emberek tanácskozása zajlik. A város másik felében Catherine-t megtámadják egy bűntett helyszínén, ahol egy férfit gyilkoltak meg egy rablásnak tűnő támadás során. |                                      |                                    | |                                  |       |
|      | |                                      |                                    | |                                  |       |
| 3x5  | „Abrakadabra” | „Abra-Cadaver”                       | Danny Cannon                       | Danny Cannon & Anthony E. Zuiker | 2002. október 31. /              | 51    |
| 3x5  | Grissom nyomozni kezd, amikor egy nő valóban eltűnik egy bűvészmutatványt követően. Az első számú gyanúsított természetesen a bűvész. |                                      |                                    | |                                  |       |
|      | |                                      |                                    | |                                  |       |
| 3x6  | „Catherine Willows kivégzése” | „The Execution of Catherine Willows” | Kenneth Fink                       | Elizabeth Devine & Carol Mendelsohn | 2002. november 7. /              | 52    |
| 3x6  | Catherine tizenöt évvel ezelőtt közreműködött egy diáklány megerőszakolásával és megölésével gyanúsított férfi elfogásában. A férfi a siralomházban várja kivégzését mikor új döntő fontosságú bizonyítékok kerülnek elő.                                                                                                  |                                      |                                    | |                                  |       |
|      | |                                      |                                    | |                                  |       |
| 3x7  | „Éjszakai csata” | „Fight Night”                        | Richard J. Lewis                   | Andrew Lipsitz & Naren Shankar | 2002. november 14. /             | 53    |
| 3x7  | Grissom egy halott bokszoló ügyében nyomoz, aki a ringben egy túl erős ütés után életét veszti, de Grissom cáfolhatatlan bizonyítékokat talál a gyilkosságra. Catherine egy Los Angeles-i bandatag lelövését vizsgálja, míg Nick egy gyémánt rablás helyszínén keres nyomokat. - Vendégszereplő: Roma Maffia               |                                      |                                    | |                                  |       |
|      | |                                      |                                    | |                                  |       |
| 3x8  | „Szippantás” | „Snuff”                              | Kenneth Fink                       | Ann Donahue & Bob Harris | 2002. november 21. /             | 54    |
| 3x8  | Catherine egy kemény pornó filmekben szereplő nő brutális meggyilkolását igyekszik felderíteni. Grissom egy hangyákkal borított egy évnél régebbi holttesten keresi a nyomokat. |                                      |                                    | |                                  |       |
|      | |                                      |                                    | |                                  |       |
| 3x9  | „Vérszomj” | „Blood Lust”                         | Charlie Correll                    | Josh Berman & Carol Mendelsohn | 2002. december 5. /              | 55    |
| 3x9  | Grissomék újabb esete során, úgy tűnik, hogy egy taxis elütött egy kisfiút, akit ezek után rasszista okoktól vezérelve halálra vertek. Grissom a helyszínre érve megvizsgálja a gyermeket, akin azonban autógázolás nyomai egyáltalán nem láthatók.                                                                        |                                      |                                    | |                                  |       |
|      | |                                      |                                    | |                                  |       |
| 3x10 | „Fenn és lenn” | „High and Low”                       | Richard J. Lewis                   | Naren Shankar & Eli Talbert | 2002. december 12. /             | 56    |
| 3x10 | Grissom, Warrick és Nick egy halott férfi ügyében nyomoznak, akit meggyilkoltak és kilöktek egy hatemeletes házból. |                                      |                                    | |                                  |       |
|      | |                                      |                                    | |                                  |       |
| 3x11 | „A gyilkosság receptje” | „Recipe for Murder”                  | Richard J. Lewis & J. Miller Tobin | Ann Donahue & Anthony E. Zuiker | 2003. január 9. /                | 57    |
| 3x11 | Grissom és Catherine a szörnyű húsdaráló gyilkosság után nyomoz egy vágóhídon. Warrick és Sara pedig egy fiatal nő nyilvánvaló öngyilkosságát vizsgálja ki. |                                      |                                    | |                                  |       |
|      | |                                      |                                    | |                                  |       |
| 3x12 | „Gyilkosság?” | „Got Murder?”                        | Kenneth Fink                       | Sarah Goldfinger | 2003. január 16. /               | 58    |
| 3x12 | Néhány madárőr talál egy hollót egy emberi szemgolyóval a szájában. Ez végül elvezeti a Helyszínelőket egy elvált férfihoz és két gyerekéhez, de semmi több! |                                      |                                    | |                                  |       |
|      | |                                      |                                    | |                                  |       |
| 3x13 | „Véletlenszerű erőszak” | „Random Acts of Violence”            | Danny Cannon                       | Danny Cannon & Naren Shankar | 2003. január 30. /               | 59    |
| 3x13 | Warrick egy fiatal lány gyilkosa után nyomoz a régi környékén. A lány apja egy barát és egyben Warrick mentora is. Warrick igyekszik irányítani érzelmeit addig a pontig, amíg Grissom kihúzza az ügyből. |                                      |                                    | |                                  |       |
|      | |                                      |                                    | |                                  |       |
| 3x14 | „Csodás találat” | „One Hit Wonder”                     | Félix Enríquez Alcalá              | Corey Miller | 2003. február 6.                 | 60    |
| 3x14 | A csapat versenyt fut, hogy megállítson egy támadót mielőtt tettei még súlyosabb támadásokká válnak. Ezalatt Sara újra kinyitja a barátja, egy körzeti ügyvéd elavult ügyét. - Vendégszereplő: Elizabeth Mitchell |                                      |                                    | |                                  |       |
|      | |                                      |                                    | |                                  |       |
| 3x15 | „Lady Heather ládikója” | „Lady Heather's Box”                 | Richard J. Lewis                   | Story: Josh Berman, Ann Donahue, Bob Harris & Anthony E. Zuiker Teleplay: Andrew Lipsitz, Carol Mendelsohn, Naren Shankar & Eli Talbert | 2003. február 13.                | 61    |
| 3x15 | Grissom két ember meggyilkolása után nyomoz, ami egy új találkozáshoz vezet Lady Heatherrel. Catherine mindenre elszánt, hogy kiderítse mi vezetett lánya korai halálához és exe, Eddie eltűnéséhez. - Vendégszereplő: Dobó Kata, Melinda Clarke                                                                           |                                      |                                    | |                                  |       |
|      | |                                      |                                    | |                                  |       |
| 3x16 | „Szerencsés húzás” | „Lucky Strike”                       | Kenneth Fink                       | Eli Talbert & Anthony E. Zuiker | 2003. február 20.                | 62    |
| 3x16 | Egy kaszinó előtt találnak egy halott férfit az autójában egy fa karóval a fejében. Grissom és Nick azon dolgoznak, hogy felfedjék a "vámpír" gyilkost. Warrick és Catherine egy NBA sztár ötéves fiának gyilkosa után vadásznak.                                                                                          |                                      |                                    | |                                  |       |
|      | |                                      |                                    | |                                  |       |
| 3x17 | „Baleset és égés” | „Crash and Burn”                     | Richard J. Lewis                   | Josh Berman | 2003. március 13.                | 63    |
| 3x17 | Egy idős hölgy ütközik autójával egy zsúfolt étterembe. A résztvevők egyike Sarah roham-mentős barátja. Egy nő otthonába történt halálesetnél Grissom és Nick fontolóra veszi a szénmonoxidos gyilkosság lehetőségét. |                                      |                                    | |                                  |       |
|      | |                                      |                                    | |                                  |       |
| 3x18 | „Nemesfém” | „Precious Metal”                     | Deran Sarafian                     | Andrew Lipsitz & Naren Shankar | 2003. április 3.                 | 64    |
| 3x18 | Catherine, Nick és Sara egy látszólag több hónapos test után nyomoznak, amit a hegyekben találtak. A férfi azonosságának felfedezése elvezeti a csapatot a robot háborúk világába. Warrick és Grissom egy sikátorban meggyilkolt férfi ügyében nyomoznak.                                                                  |                                      |                                    | |                                  |       |
|      | |                                      |                                    | |                                  |       |
| 3x19 | „Éjszaka a moziban” | „A Night at the Movies”              | Matt Earl Beesley                  | Story: Carol Mendelsohn Teleplay: Danny Cannon & Anthony E. Zuiker                                                                      | 2003. április 10.                | 65    |
| 3x19 | Grissom és Catherine egy mozi gyilkosság ügyében nyomoznak; egy tinédzser tárgyalása közben holtpontra jut. |                                      |                                    | |                                  |       |
|      | |                                      |                                    | |                                  |       |
| 3x20 | „Az utolsó nevetés” | „Last Laugh”                         | Richard J. Lewis                   | Story: Bob Harris & Carol Meldelsohn Teleplay: Bob Harris & Anthony E. Zuiker                                                           | 2003. április 24.                | 66    |
| 3x20 | Grissom és Catherine egy semmibe vett komikus meggyilkolása után nyomoz, aki a színpadon halt meg, nyilvánvalóan a szennyezett víztől amiből ivott. Az ügy még bonyolultabbá válik mikor egy 15 éves fiú is hasonló víztől hal meg.                                                                                        |                                      |                                    | |                                  |       |
|      | |                                      |                                    | |                                  |       |
| 3x21 | „Mindörökké” | „Forever”                            | David Grossman                     | Sarah Goldfinger | 2003. május 1.                   | 67    |
| 3x21 | Grissom, Catherine és Nick a lova által megtaposott oktatónő hullája okán nyomoznak, akit egy magánrepülőn találtak meg. Sara és Warrick egy "Rómeo és Júlia jelenetnek" néz utána a sivatagban. |                                      |                                    | |                                  |       |
|      | |                                      |                                    | |                                  |       |
| 3x22 | „Játék a tűzzel” | „Play with Fire”                     | Kenneth Fink                       | Andrew Lipsitz & Naren Shankar | 2003. május 8.                   | 68    |
| 3x22 | Grissom, Sara és Nick egy gimnázium stadionjának a sajtópáholyában meggyilkolt nő után nyomoznak. Kevesebb mint egy óra elteltével már a helyszínre érkeznek. Catherine és Warrick megpróbálják megállapítani a helyszínelők DNA laborjában történt robbanás okát, ami súlyosan megsebesített egy labortechnikust.         |                                      |                                    | |                                  |       |
|      | |                                      |                                    | |                                  |       |
| 3x23 | „A dobozban” | „Inside the Box”                     | Danny Cannon                       | Carol Mendelsohn & Anthony E. Zuiker | 2003. május 15.                  | 69    |
| 3x23 | Egy professzionálisan elkövetett bankrablás egy nyomozó halálához vezet. Az ügy felderítése közben; Grissom a hallás károsultságával foglalkozik és másik helyszínelő egy személyes meglepetést kap. |                                      |                                    | |                                  |       |
|      | |                                      |                                    | |                                  |       |